# روث أشتون تايلور
روث أشتون تايلور (بالإنجليزية: Ruth Ashton Taylor)‏ هي صحفية ومذيعة أمريكية، ولدت في 20 أبريل 1922 في لونغ بيتش بكاليفورنيا في الولايات المتحدة.